# كونور دونوفان
كونور دونوفان (بالإنجليزية: Conor Donovan)‏ (8 يناير 1996 بفاكواي فارينا في الولايات المتحدة - ) هو لاعب كرة قدم أمريكي في مركز الدفاع. شارك مع منتخب الولايات المتحدة تحت 17 سنة لكرة القدم ومنتخب الولايات المتحدة تحت 20 سنة لكرة القدم. أما مع النوادي، فقد لعب مع أورلاندو سيتي وبيتسبورغ ريفرهوندز.

## وصلات خارجية
- كونور دونوفان على موقع الدوري الأمريكي (الإنجليزية)
- كونور دونوفان على موقع قاعدة بيانات كرة القدم.إي يو (الإنجليزية)
- كونور دونوفان على موقع Soccerway.com (الإنجليزية)
- كونور دونوفان على موقع AS.com (الإسبانية)